# 実験経済学
実験経済学（じっけんけいざいがく、英: experimental economics）とは、実験的統制手段を用いる経済学の一分野である。
実験経済学では理論経済学に基づいてインセンティブを設計するため、実験経済学は実験心理学や経済心理学とは異なる。また、実験経済学が実証研究のツールであるのに対して、行動経済学は特定の動機に基づいて経済学の理論を改良しようとする研究領域を指すため、実験経済学と行動経済学は根本的に異なる分野である。

## 実験経済学とは何ではないか

### 実験経済学とは行動経済学ではない
実験経済学が実証研究のツールであるのに対して、行動経済学は特定の動機に基づいて経済学の理論を改良しようとする研究領域を指すため、実験経済学と行動経済学は根本的に異なる分野である。

### 実験経済学とは心理学ではない
実験経済学は価値誘発理論と呼ばれる経済学的な理論に基づいて実験を設計することを最重要視しているという点で、心理学などの経済学以外の分野とは異なる。

## 歴史
実験経済学は、ハーヴァード大学のエドワード・チェンバレンによって始められ、Chamberlin (1948)として発表された。
このチェンバレンの論文は、実験によって、市場の挙動が理論と異なり非合理的に振る舞うことを示すことを目的としていた。
これが実験経済学の始まりである。
チェンバレンの実験に大学院生として参加していたバーノン・スミスは、単に市場が非合理的であることを示すことを目的とせず、どのような条件やルールの下であれば市場メカニズムを機能させることができるかについて研究を始めた。
スミスはこうした実験手法の発展に貢献したことが評価され、2002年にノーベル経済学賞を受賞している。
このとき同時に受賞したのは、心理学者として行動経済学の誕生に貢献したダニエル・カーネマンである。

## 学術雑誌
- Experimental Economics

## 引用文献

### 日本語文献（五十音順）
- JacquemetNicolas; L’HaridonOlivier『実験経済学：研究と実践の手引き』朝倉書店、2024年。ISBN 978-4254540062。

### ソフトウェア
- JessX: free Opensource software for experimental economics. Simulation of a wide scope of market microstructures, information asymmetry... provided with server, client, session analyzer, and automatic trader.
- Z-Tree; Zurich Toolbox for Readymade Economic Experiments

### 教育
- EconPort (Supported by the Experimental Economics Center at Georgia State University)
- Classroom Experiments & Games at the Economics Network, UK